# Xerantherix parvipennis
Xerantherix parvipennis är en insektsart som beskrevs av Ludwig Redtenbacher 1906. Xerantherix parvipennis ingår i släktet Xerantherix och familjen Anisacanthidae. Inga underarter finns listade i Catalogue of Life.